# Sutovo (Oszlomej)
Sutovo (macedónul: Шутово, albánul Shutova) település Észak-Macedóniában, a Délnyugati körzet Kicsevói járásában, 2013-ig az Oszlomeji járás része volt, ami teljes egészében beolvadt a Kicsevói járásba.

## Népesség
| Lakosok száma | 612  | 671  | 657  | 691  | 759  | 2    | 669  | 760  | 397  |
|               | 1948 | 1953 | 1961 | 1971 | 1981 | 1991 | 1994 | 2002 | 2021 |

2002-ben 760 lakosa volt, akik közül 737 albán, 12 macedón és 11 egyéb.